# Émile Baes
Pour les articles homonymes, voir Baes.
Émile Baes, né à Bruxelles le 12 novembre 1879 et mort à Paris 16e le 3 janvier 1953, est un artiste peintre, graveur, illustrateur, critique d'art et écrivain belge.

## Biographie
Emile Charles Robert Baes est né à Bruxelles, fils de Charles Baes et de sa seconde épouse, Hélène Marie Gomber, qui s'étaient mariés à Schaerbeek en 1877. Charles Baes, originaire de Lokeren, est un industriel, graveur sur métal et peintre sur verre qui exploitait une fabrique de vitraux. Héléne Marie Gomber, originaire de Menin, était la seconde épouse de son père, sa première femme Philomène Van Linden étant morte en 1876.
Emile Baes épouse à Saint-Gilles en 1903 Marie Françoise Furnelle, qui était née à Namur en 1885.
Après s'être formé dans sa ville natale et à Paris ainsi que dans l'atelier de Joseph Stallaert, Baes expose ses œuvres dans les principales capitales d'Europe, notamment à Paris où se trouve le portrait, au musée de l'Armée, du roi Albert Ier de Belgique, dont il était le peintre personnel. La présentation de ce tableau dont il fit don à la France, a eu lieu le 3 décembre 1932, au cours d'une cérémonie présidée par le président de la République.
Membre de la Société des gens de lettres de Paris, Charles Baes devint Grand Officier de la Légion d'Honneur. Le 23 janvier 1929, il est fait officier de l'ordre de Léopold de Belgique.
Il est l'auteur également de textes et de livres concernant la peinture.
Il est le père de Rachel Baes, artiste peintre liée à l'homme politique flamand Joris Van Severen.
Il est membre du jury de Miss France 1936.

### Peintures

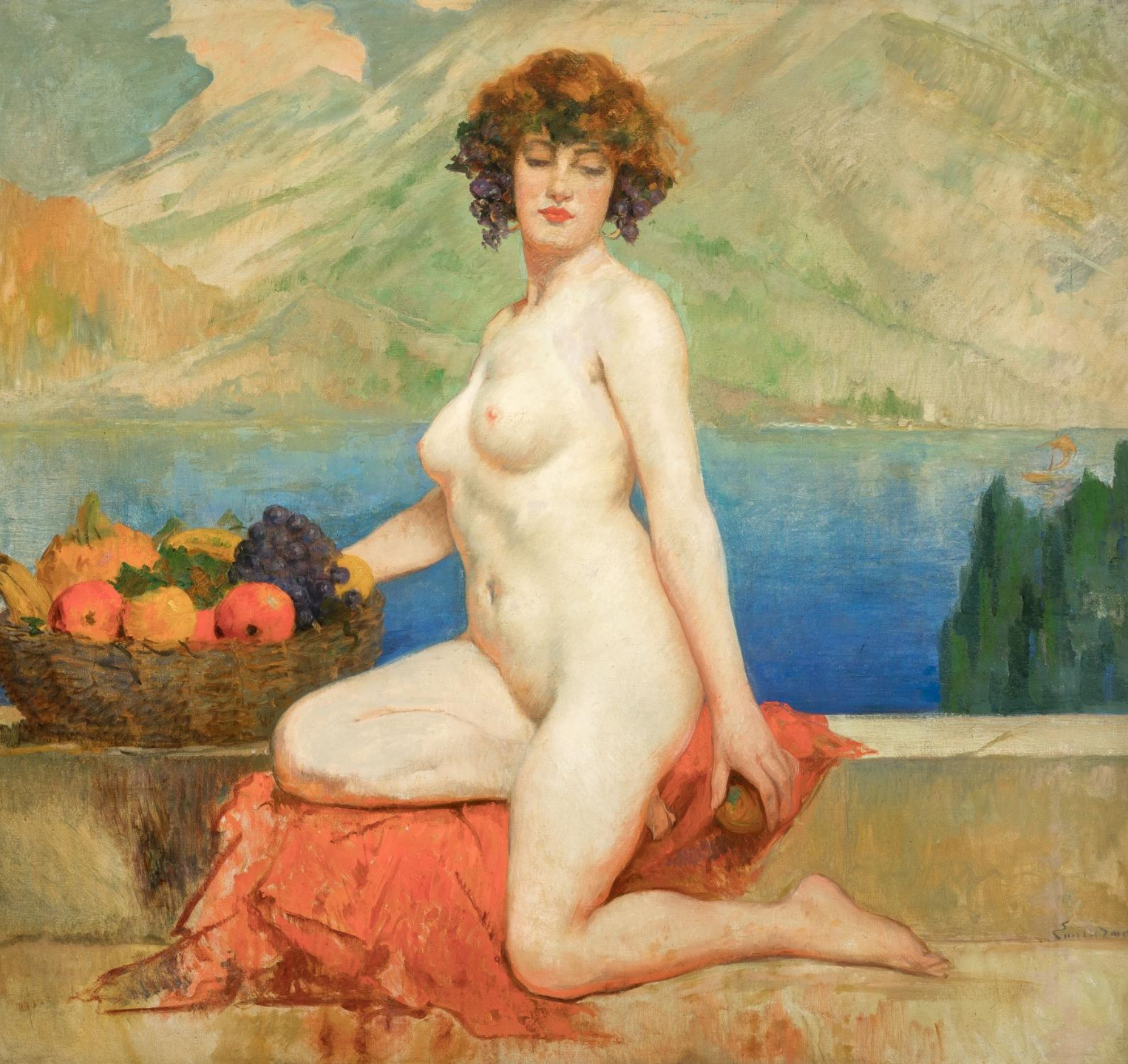
Ménade au bord du lac, Émile Baes

## Œuvres

### Écrits
- Les Dieux sadiques, illustré de 18 aquarelles originales, entièrement exécutées à la main par l'auteur, Paris, chez l'auteur 57, rue Murat, Imprimerie la Typographique, 1948.
- Étreintes. Éthopée, Paris : chez l'auteur, s.d., orné de 11 planches gravées et 10 dessins.
- La physionomie du Christ dans l'art, Alost : Eugène De Seyn, 1912.

## Homonymie
Il n'a pas de liens de parenté avec la famille Baes de Bruxelles qui produisit de nombreux artistes comme Jean Baes et Firmin Baes.